# Яшунай
Яшунай (лит. Jašiūnai, пол. Jaszuny) — містечко на сході Литви, в Шальчинінкському районі. Нараховує 642 жителя (2011).

## Розташування і загальна характеристика

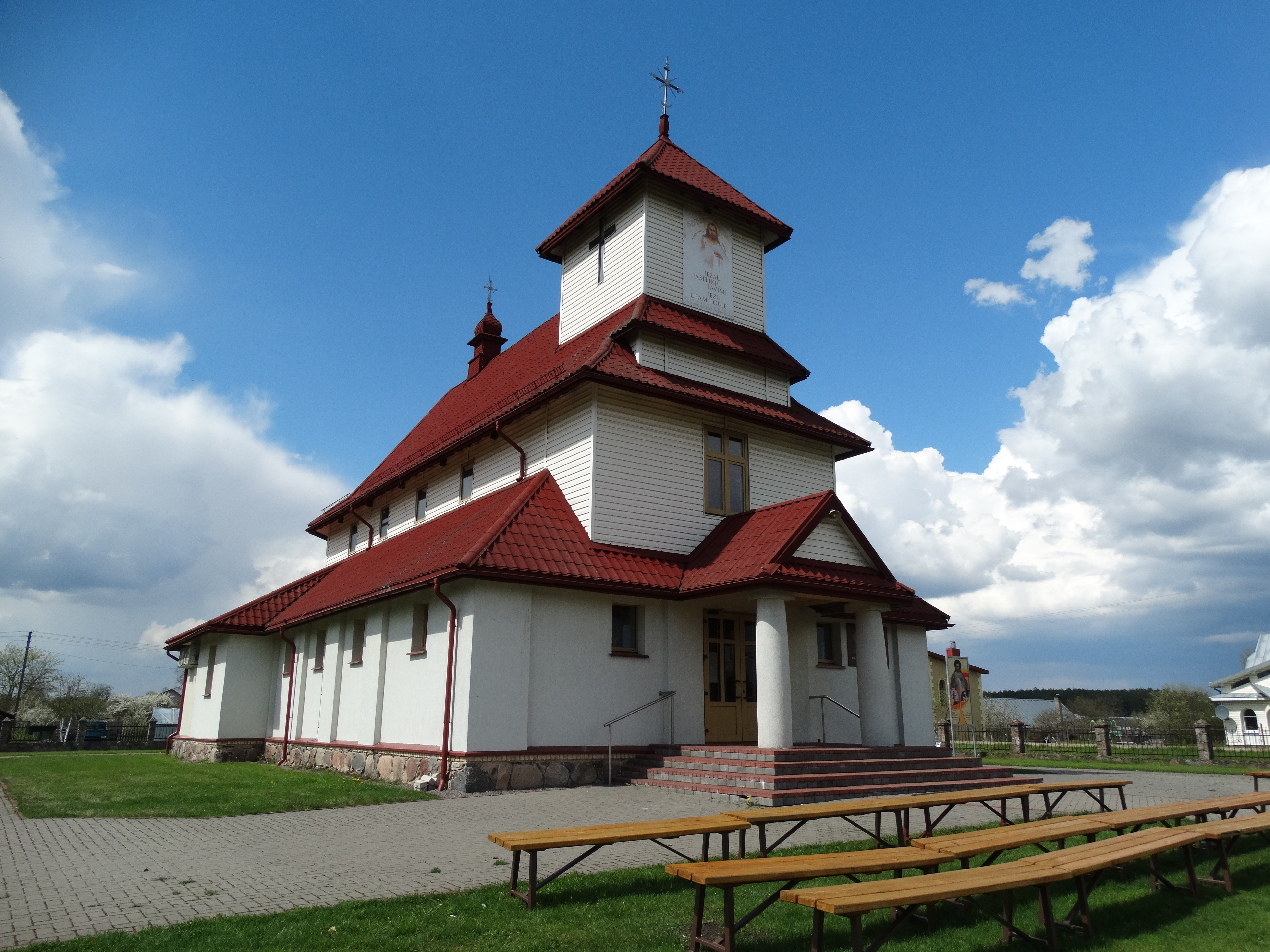
Костел святої Анни

Яшунай розташований на відстані 18 км від столиці Литви — Вільнюса, на річці Мяркіс (правій притоці Німану).
У містечку функціонують підприємства „Jašiūnų keramika“ „Actas“ (єдине в Литві підприємство, яке виробляє натуральний оцет, а також майонез, томатну пасту, гірчицю), „Polivektris“ (підприємство з переробки відходів пластику), поштове відділення, амбулаторія, музична школа (з 1992 року), ясла і дитячий садок, культурний центр, бібліотека, три середніх школи з викладанням литовською, російською, польською мовами, костел святої Анни (зведений у 1929 році).

## Історія

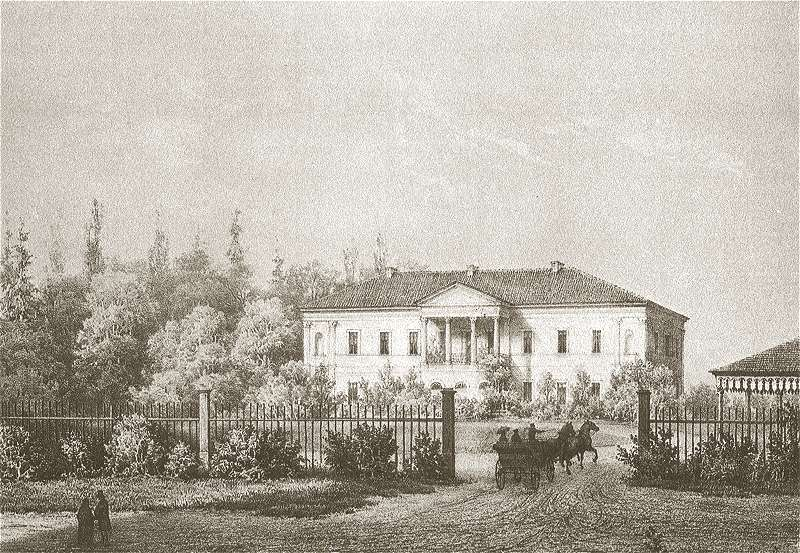
Наполеон Орда. Яшунай (1824—1828)

Вперше згадується в 1402 році. Містечко відоме побудованим тут маєтком, що належав Радзивіллам, а на початку XIX століття став власністю Ігнатія Балінського. Син останнього, Міхал Балінський, історик та літератор, став ініціатором зведення палацового ансамблю, побудованого в 1824—1828 роках за проектом архітектора Кароля Подчашинського. Для архітектури двоповерхового палацу характерні риси ампіру і романтизму. У садибі подовгу проживав Балінський, професор Віленського університету Анджей Снядецький (з дочкою якого Балінський був одружений), його брат Ян Снядецький, гостювали професор Станіслав Боніфацій Юндзілл, поети Адам Міцкевич, Юліуш Словацький, Томаш Зан, завдяки чому садиба стала важливим культурним центром.
У 1959 році в містечку проживало 537 осіб. До 1939 року даний населений пункт входив до складу Польщі. У 1940 році був переданий Литовській РСР.

## Транспорт
Діє залізнична станція Яшунай на залізничній лінії Вільнюс — Ліда.

## Кінематограф
У містечку Яшунай знімали два художні фільми: першу і другу частини пригодницької трилогії «Кортик» (1973) і «Бронзовий птах» (1974).

## Відомі уродженці
- Іван Михайлович Балинський (1827—1902) — психіатр, Дійсний штатний радник, професор Медико-хірургічної академії в 1860—1876 роках
- Ігнатій Іванович Балінський (1867—1920) — генерал-майор, син І. М. Балінського.